# Ե
Ե, ե (jecz, orm. եչ) – piąta litera alfabetu ormiańskiego. Jest wykorzystywana do oddania dźwięku [ɛ] lub [jɛ]. Została stworzona przez Mesropa Masztoca, podobnie jak pozostałe litery alfabetu ormiańskiego (oprócz օ, ֆ i և).
Litera Ե jest transkrybowana w języku polskim jako Je (w pozycji na początku wyrazu) lub E (w pozostałych przypadkach).
W ormiańskim systemie zapisywania liczb literze Ե jest przypisana cyfra 5.

## Kodowanie
| Znak                   | Ե                           | Ե                           | ե                         | ե                         |
| ---------------------- | --------------------------- | --------------------------- | ------------------------- | ------------------------- |
| Nazwa w Unikodzie      | Armenian Capital Letter Ech | Armenian Capital Letter Ech | Armenian Small Letter Ech | Armenian Small Letter Ech |
| Kodowanie              | dziesiątkowo                | szesnastkowo                | dziesiątkowo              | szesnastkowo              |
| Unicode                | 1333                        | U+0535                      | 1381                      | U+0565                    |
| UTF-8                  | 212 181                     | d4 b5                       | 213 165                   | d5 a5                     |
| Odwołania znakowe SGML | &#1333;                     | &#x0535;                    | &#1381;                   | &#x0565;                  |